# Międzynarodowe Nagrody Żeglarskie Szczecina
Międzynarodowe Nagrody Żeglarskie Szczecina – grupa jedenastu nagród żeglarskich przyznawanych osobom i instytucjom przez prezydenta miasta Szczecina, za rekomendacją członków kapituły, od 2017.

## Cele i charakter
Celem przyznawania nagród jest popularyzacja żeglarstwa i tradycji związanych z tą profesją, uhonorowanie istotnych osiągnięć żeglarskich (w tym tych, które związane są z Pomorzem Zachodnim i Przednim), kształtowanie i rozwijanie świadomości morskiej oraz wyróżnienie dokonań w dziedzinie wychowania morskiego dzieci i młodzieży. Nagrody są odpowiedzią na inicjatywę szczecińskiego środowiska żeglarskiego, charakteryzującego się długą i bogatą tradycją w tym zakresie. Kandydatury osób do nagrody zgłaszać mogą mieszkańcy Szczecina, województwa zachodniopomorskiego, niemieckiego landu Meklemburgia-Pomorze Przednie, członkowie kapituły nagrody, instytucje publiczne, związki, stowarzyszenia, fundacje, organizacje i kluby żeglarskie, a w przypadku nagrody im. kapitana Ludomira Mączki – mieszkańcy całej Polski. 

## Nagrody
Nagrody, zgodnie z regulaminem, mogą być przyznawane żeglarzom oraz osobom i grupom osób z obszaru Pomorza Zachodniego i Pomorza Przedniego (niemieckiego), a także członkom i wychowankom Stettiner Yacht Clubu w Lubece, kontynuatora tradycji przedwojennego szczecińskiego jachtingu. W przypadku Rejsu Roku z ww. obszaru musi pochodzić kapitan lub większość załogi. Kryterium to dotyczy Rejsu Roku, Żeglarza Roku, Regatowca Roku, Nagrody Kota Umbriagi, Młodego Żeglarza Roku i Trenera Roku. W przypadku Popularyzatora Żeglarstwa, Nagrody Kulturalnej Żeglarskiego Szczecina i Wydarzenia Żeglarskiego o możliwości przyznania nagrody decyduje miejsce prowadzenia działalności przez laureata lub lokalizacja wydarzenia. 
Główną Nagrodę im. kapitana Ludomira Mączki może ponadto otrzymać żeglarz z całego terytorium Polski lub polonijny, zaś w przypadku Żeglarskiej Nagrody Specjalnej nie ma żadnych ograniczeń co do możliwości jej przyznania. 
Nagrody przyznawane są w następujących kategoriach (mogą też nie zostać przyznane):
- Nagroda im. kapitana Ludomira Mączki, nagroda główna (honorowa i pieniężna - pozostałe nagrody są honorowe), przyznawana jest za wierność idei swobodnego żeglowania, a mianowicie za nieprzeciętne osiągnięcie żeglarskie w ciągu dwóch lat poprzedzających przyznanie nagrody, za dokonania związane z kulturą morską, m.in. wyreżyserowanie filmu, napisanie książki, działalność publicystyczną lub propagowanie kultury marynistycznej przez co najmniej 15 lat oraz za całokształt nie mniej niż 20-letniej wybitnej działalności w dziedzinie żeglarstwa[1],
- Rejs Roku – Nagroda imienia Wyszaka, przyznawana jest kapitanowi (sternikowi) wybitnego rejsu, który zakończył się w roku poprzedzającym rozdanie nagród,
- Żeglarz Roku, przyznawana jest za szczególne osiągnięcia związane z żeglarstwem,
- Regatowiec Roku – Nagroda imienia kapitana Kazimierza Kuby Jaworskiego, przyznawana jest żeglarzowi lub trenerowi regatowemu, który osiągnął nieprzeciętne sukcesy w żeglarstwie wyczynowym,
- Popularyzator Żeglarstwa – Nagroda imienia kapitana Kazimierza Haski, przyznawana jest osobie, która popularyzuje żeglarstwo na terenie Szczecina, Pomorza Zachodniego lub Pomorza Przedniego, w czasie nie krótszym niż 10 lat,
- Nagroda Kota Umbriagi, która stanowi wyróżnienie przyznawane za znaczące osiągnięcia na polu żeglarstwa lub jego popularyzację, a przyznawana jest dzieciom w wieku od 6 do 13 lat oraz placówkom krzewiącym żeglarstwo wśród dzieci,
- Nagroda Kulturalna Żeglarskiego Szczecina, przyznawana jest za działalność artystyczną lub kulturalną o tematyce morskiej (wodnej, żeglarskiej) o szczególnym znaczeniu dla Szczecina lub Pomorza Zachodniego lub Przedniego,
- Wydarzenie Żeglarskie, którą wyróżnia się imprezę o tematyce żeglarskiej lub inne nieprzeciętne zdarzenie z nią związane, zorganizowane na terenie Szczecina, Pomorza Zachodniego lub Pomorza Przedniego (regaty, uroczystości żeglarskie, koncerty, festiwale, wystawy itp.),
- Młody Żeglarz Roku, przyznawana jest żeglarzowi w wieku od 14 do 23 lat, który wyróżnił się w czasie regat lub rejsu postawą, zachowaniem godnym naśladowania lub nieprzeciętnym czynem, a jego wyróżnienie jest godne uhonorowania,
- Trener Roku – Nagroda imienia Teodora Czarneckiego, przyznawana jest osobie, która wyróżnia się pasją oraz zaangażowaniem w edukację początkujących żeglarzy,
- Żeglarska Nagroda Specjalna - Nagroda imienia Aleksandra Doby[3], przyznawana za działalność związaną z żeglarstwem, wodą lub marynistyką, niekwalifikującej się do przyznania wyżej opisanych nagród[4][5].

## Laureaci[6]

### Rok 2017
- Nagroda im. Ludomira Mączki: Wojciech Jacobson.
- Rejs Roku (Nagroda Wyszaka): Szymon Kuczyński (samotny rejs dookoła świata na jachcie Atlantic Puffin).
- Żeglarz Roku: Cezary Wolski (za zdobycie Pucharu Bałtyku Południowego na jachcie Sharki).
- Regatowiec Roku (Nagroda Kazimierza Kuby Jaworskiego): Agnieszka Skrzypulec.
- Popularyzator Żeglarstwa (Nagroda Kazimierza Haski): Rammin Eckehardt.
- Nagroda Kota Umbriagi: Iga Wójcikiewicz.
- Nagroda Kulturalna Żeglarskiego Szczecina: Aleksandra i Andrzej Kocewiczowie.
- Wydarzenie Żeglarskie: Jacht Klub i Marina Kamień Pomorski, Mistrzostwa Europy w klasie Europa.
- Młody Żeglarz Roku: Jakub Rodziewicz.
- Żeglarska Nagroda Specjalna: Maciej Korek (za renowację najstarszego polskiego jachtu Nadir).

### Rok 2018
- Nagroda im. Ludomira Mączki: Henryk Widera.
- Rejs Roku: Włodzimierz Byliński (rejs ze Szczecina do Grecji na jachcie Kulfon 4).
- Żeglarz Roku: Adam Lisiecki (za całokształt osiągnięć).
- Regatowiec Roku (Nagroda Kazimierza Kuby Jaworskiego): Agnieszka Skrzypulec i Irmina Mrózek-Gliszczyńska.
- Popularyzator Żeglarstwa (Nagroda Kazimierza Haski): Wiesław Seidler.
- Nagroda Kota Umbriagi: Przedszkole Publiczne Nr 65 w Szczecinie.
- Nagroda Kulturalna Żeglarskiego Szczecina: Piotr Owczarski.
- Wydarzenie Żeglarskie: Miasto Szczecin, Finał Tall Ships Races 2017.
- Żeglarska Nagroda Specjalna: Izabela Jarząbek (za pomoc udzieloną żeglarzowi po rozbiciu jachtu).

### Rok 2019
- Nagroda im. Ludomira Mączki: Maciej Krzeptowski.
- Rejs Roku (Nagroda Wyszaka): Mateusz Stodulski (rejs z rodziną dookoła świata na jachtach "Sputnik II" i "Sputnik III").
- Żeglarz Roku: Szymon Kuczyński (za drugi samotny rejs dookoła świata, non stop na jachcie "Atlantic Puffin").
- Regatowiec Roku (Nagroda Kazimierza Kuby Jaworskiego): Jakub Rodziewicz.
- Popularyzator Żeglarstwa (Nagroda Kazimierza Haski): Zenon Szostak.
- Nagroda Kota Umbriagi: Sekcja Żeglarska Młodzieżowego Domu Kultury w Stargardzie.
- Nagroda Kulturalna Żeglarskiego Szczecina: Katarzyna Wolnik-Sayna.
- Wydarzenie Żeglarskie: Zeesenboot Regatta (regaty oldtimerów) w Wustrow.
- Młody Żeglarz Roku: Filip Miłoszewski.
- Trener Roku (Nagroda Teodora Czarneckiego): Robert Siluk.
- Żeglarska Nagroda Specjalna: Peter Dorleijn (za popularyzowanie żeglarstwa na zabytkowych łodziach żagłowych).

### Rok 2020
- Nagroda im. Ludomira Mączki: Jerzy Knabe.
- Rejs Roku (Nagroda Wyszaka): Wojciech Maleika (zwycięstwo w klasach C i D Tall Ships Races 2019 na jachcie Dar Szczecina).
- Żeglarz Roku: Joanna Pajkowska (za samotny rejs dookoła świata non stop na jachcie Fanfan).
- Regatowiec Roku (Nagroda Kazimierza Kuby Jaworskiego): Patryk Zbroja.
- Popularyzator Żeglarstwa (Nagroda Kazimierza Haski): Zbigniew Kosiorowski.
- Nagroda Kota Umbriagi: Jakub Guźlecki.
- Nagroda Kulturalna Żeglarskiego Szczecina: Małgorzata Krautschneider.
- Wydarzenie Żeglarskie: Miasto Dziwnów, Mistrzostwa Europy w klasach Laser Standard i Laser Radial.
- Młody Żeglarz Roku: Mikołaj Silny.
- Trener Roku (Nagroda Teodora Czarneckiego): Dawid Zbroja.
- Żeglarska Nagroda Specjalna: Elżbieta Marszałek (za propagowanie walorów żeglarskich Szczecina i Szlaku Odrzańskiego).

### Rok 2021
- Nagroda im. Ludomira Mączki: Jerzy Radomski.
- Rejs Roku (Nagroda Wyszaka): Andrzej Górajek (rejs jachtem "Ocean B" do Arktyki z ustanowieniem rekordowego zbliżenia jachtem do Bieguna Północnego).
- Żeglarz Roku: Halina Górajek (za przygotowanie i udział w tym samym rejsie).
- Regatowiec Roku (Nagroda Kazimierza Kuby Jaworskiego): Tadeusz Kubiak.
- Popularyzator Żeglarstwa (Nagroda Kazimierza Haski): Maciej Krzeptowski.
- Nagroda Kota Umbriagi: Przedszkole nr 27 "Żagielek" w Szczecinie.
- Wydarzenie Żeglarskie: Miasto Dziwnów, Międzynarodowe Mistrzostwa Polski klasy Optymist.
- Trener Roku (Nagroda Teodora Czarneckiego): Jerzy Kaczor.
- Żeglarska Nagroda Specjalna: Hanna i Tomasz Piórscy (za organizację polsko-duńskich regat: Sputnik, Offshore Race Week Bornholm oraz Baltic Jazz Regatta).

### Rok 2022
- Nagroda im. Ludomira Mączki: Jerzy Szwoch.
- Żeglarz Roku: Agnieszka Skrzypulec (wicemistrzyni olimpijska w klasie 470).
- Regatowiec Roku (Nagroda Kazimierza Kuby Jaworskiego): Jakub Guźlecki.
- Popularyzator Żeglarstwa (Nagroda Kazimierza Haski): Maciej Cylupa.
- Wydarzenie Żeglarskie: Jubileuszowe 50. Regaty imienia Leonida Teligi w Myśliborzu (dla młodych żeglarzy, klasy Optymist i Cadet).
- Trener Roku (Nagroda Teodora Czarneckiego): Arkadiusz Lenkowski.
- Żeglarska Nagroda Specjalna (Nagroda Aleksandra Doby): Aleksander Ostasz (dyrektor Muzeum Oręża Polskiego w Kołobrzegu, archeolog podwodny i publicysta, za całokształt działalności).

### Rok 2023
- Nagroda im. Ludomira Mączki: Zygmunt Kowalski.
- Rejs Roku (Nagroda Wyszaka): Mirosław Lewiński (rejs jachtem "Ulysses" dookoła Europy)
- Żeglarz Roku: Tomasz Odzioba (zwycięzca regat o Puchar Gryfa Pomorskiego, II miejsce w regatach SIlverruder Challenge of the Sea).
- Regatowiec Roku (Nagroda Kazimierza Kuby Jaworskiego): Joanna Cymerman i Małgorzata Górnisiewicz.
- Popularyzator Żeglarstwa (Nagroda Kazimierza Haski): Jacek Klimecki.
- Nagroda Kota Umbriagi: Liam Bernstein.
- Wydarzenie Żeglarskie: Wystawa fotograficzna "Polsko-Ukraiński Zalew Szczeciński 2022", Książnica Pomorska Szczecin.
- Trener Roku (Nagroda Teodora Czarneckiego): Judyta Malinowska.
- Żeglarska Nagroda Specjalna (Nagroda Aleksandra Doby): Wilfried Erdmann (niemiecki żeglarz i pisarz, odbył samotne rejsy dookoła świata w obu kierunkach, za całokształt działalności).

### Rok 2024[7]
- Nagroda im. Ludomira Mączki: Mirosław Lewiński.
- Rejs Roku (Nagroda Wyszaka): Piotr Maras (rejs jachtem "Wild Thyme" do Grenlandii)
- Żeglarz Roku: Agnieszka Skrzypulec-Szota (mistrzyni Polski kobiet, mistrzyni Europy w klasie 505).
- Regatowiec Roku (Nagroda Kazimierza Kuby Jaworskiego): Jakub Guźlecki.
- Popularyzator Żeglarstwa (Nagroda Kazimierza Haski): Katarzyna Wolnik-Sayna.
- Nagroda Kota Umbriagi: Stefan Geszke.
- Wydarzenie Żeglarskie: Mistrzostwa Świata Juniorów i Seniorów w klasie ILCA6, Dziwnów.
- Trener Roku (Nagroda Teodora Czarneckiego): Robert Siluk.
- Żeglarska Nagroda Specjalna (Nagroda Aleksandra Doby): Piotr Owczarski i wyprawa Bałtyk 100 (za rejs kajakami Świnoujście - Krynica Morska i z powrotem).